# Julián Aude
Julián Aude, né le 24 mars 2003 à Lanús, est un footballeur argentin qui évolue au poste d'arrière gauche avec le club de Los Angeles Galaxy.

## Biographie

### En club
Formé au CA Lanùs, club de sa ville natale, il est convoqué une première fois dans l'équipe senior par Luis Zubeldía fin 2019, alors qu'il n'a encore que 16 ans,.
Aude fait finalement ses débuts le 29 novembre 2020 à l'occasion d'un match contre Talleres en Copa Diego Armando Maradona, entrant en jeu à la place de Facundo Quignon à la 84e minute.

### En sélection
Julián Aude est sélectionné une première fois avec les moins de 17 ans en 2018 pour un tournoi amical au Mexique.
Il participe ensuite au championnat sud-américain moins de 17 ans en 2019. Avec un total de cinq victoires, deux nuls et deux défaites, l'Argentine remporte le tournoi.

## Palmarès
- Vainqueur du championnat de la CONMEBOL des moins de 17 ans en 2019 avec l'équipe d'Argentine des moins de 17 ans
- Vainqueur de la Coupe de la Major League Soccer en 2024 avec le Galaxy de Los Angeles